# Bộ Hào (爻)
Bộ Hào, bộ thứ 89 có nghĩa là "hào" là 1 trong 34 bộ có 4 nét trong số 214 bộ thủ Khang Hy.
Trong Từ điển Khang Hy có 16 chữ (trong số hơn 40.000) được tìm thấy chứa bộ này.

## Tự hình Bộ Hào (爻)

Giáp cốt văn
Kim văn
Đại triện
Tiểu triện

## Chữ thuộc Bộ Hào (爻)
| Số nét bổ sung | Chữ      |
| -------------- | -------- |
| 0              | 爻/hào/  |
| 5              | 爼/trở/  |
| 7              | 爽/sảng/ |
| 10             | 爾/nhĩ/  |